# Čestmír Kodrle
Čestmír Kodrle (* 15. října 1949) je bývalý český hokejový útočník.

## Hokejová kariéra
V československé lize hrál za CHZ Litvínov. Odehrál 4 ligové sezóny, nastoupil ve 152 ligových utkáních, dal 52 gólů a měl 50 asistenci. V nižších soutěžích hrál za Slovan Ústí nad Labem.

## Klubové statistiky
| Sezona    | Klub                  | Soutěž  | Základní část | Základní část | Základní část | Základní část | Základní část |
| Sezona    | Klub                  | Soutěž  | Z             | G             | A             | B             | TM            |
| --------- | --------------------- | ------- | ------------- | ------------- | ------------- | ------------- | ------------- |
| 1968/1969 | Slovan Ústí nad Labem | 2. liga | -             | -             | -             | -             | -             |
| 1969/1970 | Slovan Ústí nad Labem | 2. liga | -             | -             | -             | -             | -             |
| 1970/1971 | Slovan Ústí nad Labem | 2. liga | -             | -             | -             | -             | -             |
| 1971/1972 | Slovan Ústí nad Labem | 2. liga | -             | -             | -             | -             | -             |
| 1972/1973 | Slovan Ústí nad Labem | 2. liga | -             | -             | -             | -             | -             |
| 1973/1974 | Slovan Ústí nad Labem | 2. liga | -             | -             | -             | -             | -             |
| 1974/1975 | Slovan Ústí nad Labem | 2. liga | -             | -             | -             | -             | -             |
| 1975/1976 | Slovan Ústí nad Labem | 2. liga | -             | -             | -             | -             | -             |
| 1976/1977 | Slovan Ústí nad Labem | 2. liga | -             | -             | -             | -             | -             |
| 1977/1978 | CHZ Litvínov          | 1. liga | 40            | 8             | 11            | 19            | 24            |
| 1978/1979 | CHZ Litvínov          | 1. liga | 42            | 15            | 21            | 36            | 33            |
| 1979/1980 | CHZ Litvínov          | 1. liga | 32            | 11            | 5             | 16            | 24            |
| 1980/1981 | CHZ Litvínov          | 1. liga | 38            | 18            | 13            | 31            | 32            |
| 1981/1982 | Slovan Ústí nad Labem | 2. liga | -             | -             | -             | -             | -             |
| 1982/1983 | Slovan Ústí nad Labem | 2. liga | -             | -             | -             | -             | -             |
| 1983/1984 | Slovan Ústí nad Labem | 2. liga | -             | 4             | -             | -             | -             |
| 1984/1985 | Slovan Ústí nad Labem | 2. liga | -             | 2             | -             | -             | -             |